# El Baumet
El Baumet és una muntanya de 817 metres que es troba entre els municipis de Sant Aniol de Finestres, a la comarca de la Garrotxa i de Sant Martí de Llémena, a la comarca del Gironès.